# Јован Асен (син Андроника Асена)
Јован Палеолог Асен, члан династије Асен, био је византијски званичник из 14. века.
Био је син Андроника Асена и брат Манојла, Ирине и Елене. Био је праунук бугарског цара Мице Асена и унук царице Ирине Палеолог, ћерке византијског цара Михаила VIII Палеолога.
Током другог грађанског рата био је затворен заједно са братом Манојлом у Виру где их је ослободио њихов зет Јован Кантакузин. Године 1341. учествовао је у војним операцијама Кантакузина и био је постављен за архонта Мелника, а 1343. године, за област Мора. Године 1347. цар Јован VI Кантакузин му је доделио титулу севастократора.
Оженио се кћерком Алексија Апокавка, непознатог имена, удовицом Андроника Палеолога. Године 1355. добио је деспотску титулу и постављен је за архонта Периторија.